# Autumnal
Albums de Dark Moor
Tarot
(2007) Ancestral Romance
(2010)
Autumnal est le septième album studio du groupe espagnol de power metal Dark Moor, sorti en 2009 chez Scarlet Records. Un vidéoclip a été réalisé pour le titre On the Hill of Dreams.

## Description
Le titre de l'album est révélé le 16 novembre 2008 sur le site web de Dark Moor, ainsi que la pochette et la liste officielle des titres. Le premier single de l'album, On the Hill of Dreams, est publié sur leur Myspace un mois plus tard, le 16 décembre 2008. Vers la fin de l'année, le 29 décembre, il est révélé que Dani Fernandez ne jouerait plus avec eux. Le lendemain, ils annoncent que le nouveau bassiste de Dark Moor serait Mario Garcia. Sur cet album, on retrouve également la voix d'Itea Benedicto, soprano et à l'époque chanteuse du groupe espagnol Níobeth.
Il est enregistré au New Sin Studio en collaboration avec Luigi Stefanini à l'été 2008. La soprano Itea Benedicto (Niobeth) est invitée sur l'album. La couverture de l'album a été réalisée par le canadien Yaga Kielb. Une vidéo est tournée pour le premier single, On the Hill of Dreams, un processus qui s'est achevé le 7 janvier 2009. La vidéo est rendue publique le 12 du même mois et de la même année. La vidéo montre le groupe jouant dans une pièce blanche, interprétant On the Hill of Dreams.
L'album est bien accueilli par l'ensemble de la presse spécialisée internationale : 4/5 pour MusicWaves et Metalcrypt, 89/100 pour Metal Reviews, et 4,5/5 pour Sea of Tranquility.

## Liste des pistes
1. Swan Lake – 8:00
2. On The Hill Of Dreams – 4:45
3. Phantom Quenn – 4:03
4. An End So Cold – 4:01
5. Faustus – 4:09
6. Don't Look Back – 4:37
7. When The Sun Is Gone – 4:39
8. For Her – 4:37
9. The Enchanted Forest – 3:33
10. The Sphinx – 4:28
11. Fallen Leaves Waltz – 2:38

## Composition du groupe
- Alfred Romero — chant
- Enrik Garcia — guitare
- Mario Garcia — basse
- Roberto Cappa — batterie